# NGC 3068
NGC 3068 هو اصطدام مجري، يقع في كوكبة الأسد. اكتشف في 12 مارس 1785، وقد اكتشفه ويليام هيرشل.

## روابط خارجية
- NGC 3068 على موقع ويكي سكاي: DSS2, SDSS, GALEX, IRAS, Hydrogen α, X-Ray, Astrophoto, Sky Map, Articles and images